# Estación de Metalúrgicos (Metrorrey)
La Estación Metalúrgicos es una estación de la línea 3 del Metro de Monterrey. Fue inaugurada el 27 de febrero de 2021 y está ubicada en la colonia Terminal en el municipio de Monterrey.
El nombre actual se debe a la industria metalúrgica cercana a la estación a la cual el ícono hace referencia mientras que el nombre planeado fue Conchello, debido a la cercanía con la Av. José Ángel Conchello, pero se descartó antes de su inauguración y se cambió al nombre actual.